# Baba (Románia)
Baba (románul: Baba) település Romániában, Erdélyben, Fehér megyében. Közigazgatásilag Arada községhez tartozik.

## Fekvése
Arada közelében fekvő település.

## Története
Baba település  házai szétszórtan fekszenek a völgyben és a domboldalakon. 1956 előtt Arada része volt. 1956-ban vált külön településsé 197 lakossal. 1966-ban 82, 1977-ben 63, az 1992-es népszámláláskor pedig 45 román lakosa volt.